# Meriola macrocephala
Espèce
Synonymes
- Clubiona macrocephala Nicolet, 1849
- Cetonana barrosi Mello-Leitão, 1951

Meriola macrocephala est une espèce d'araignées aranéomorphes de la famille des Trachelidae.

## Distribution
Cette espèce se rencontre au Chili dans les régions d'Antofagasta, de Coquimbo, de Valparaíso, de Santiago, du Maule, du Biobío, d'Araucanie, des Fleuves, des Lacs et d'Aisén et en Argentine dans les provinces de Neuquén, du Río Negro et du Chubut,.

## Description
Le mâle décrit sous le nom Meriola barrosi par Platnick et Ewing en 1995 mesure 4,76 mm et la femelle 4,25 mm.

## Systématique et taxinomie
Cette espèce a été décrite sous le protonyme Clubiona macrocephala par Nicolet en 1849. Elle est placée dans le genre Trachelopachys par Simon en 1897. Elle est considérée comme un nomen dubium par Platnick et Ewing en 1995. Elle est revalidée et placée dans le genre Meriola par González Márquez, Grismado et Ramírez en 2021 qui dans le même temps placent Cetonana barrosi en synonymie.

## Publication originale
- Nicolet, 1849 : « Aracnidos. » Historia física y política de Chile. Zoología, vol. 3, p. 319-543.